# Aak
Aak [ák] je dvojamborna obalna jadrnica na Nizozemskem; nekdaj tudi na Renu in Mozeli za prevažanje vina. 